# Sleme (gradbeništvo)
Sleme je najvišji del strehe, v katerem se stikajo vse strešine.
Sestavljajo ga od spodaj navzgor:
- slemenska oz. grebenska letev
- slemenska spojka, ki povezuje letev
- aeroslemenski element, ki služi za zaščito pred insekti in glodavci
- slemenjak, je žlebasta strešna opeka za pokrivanje slemena

V primeru da je skozi slemenjak speljan ustrezen električni prevodnik, sleme lahko služi tudi kot del strelovoda.